# Рокотов Федір Степанович
Федір Степанович Рокотов (1730-і, можливо, 1735, маєток Воронцово — 12 [24] грудня 1808, Москва) — російський художник, найбільший московський портретист, який працював у період Російського Просвітництва.

## Ранні роки

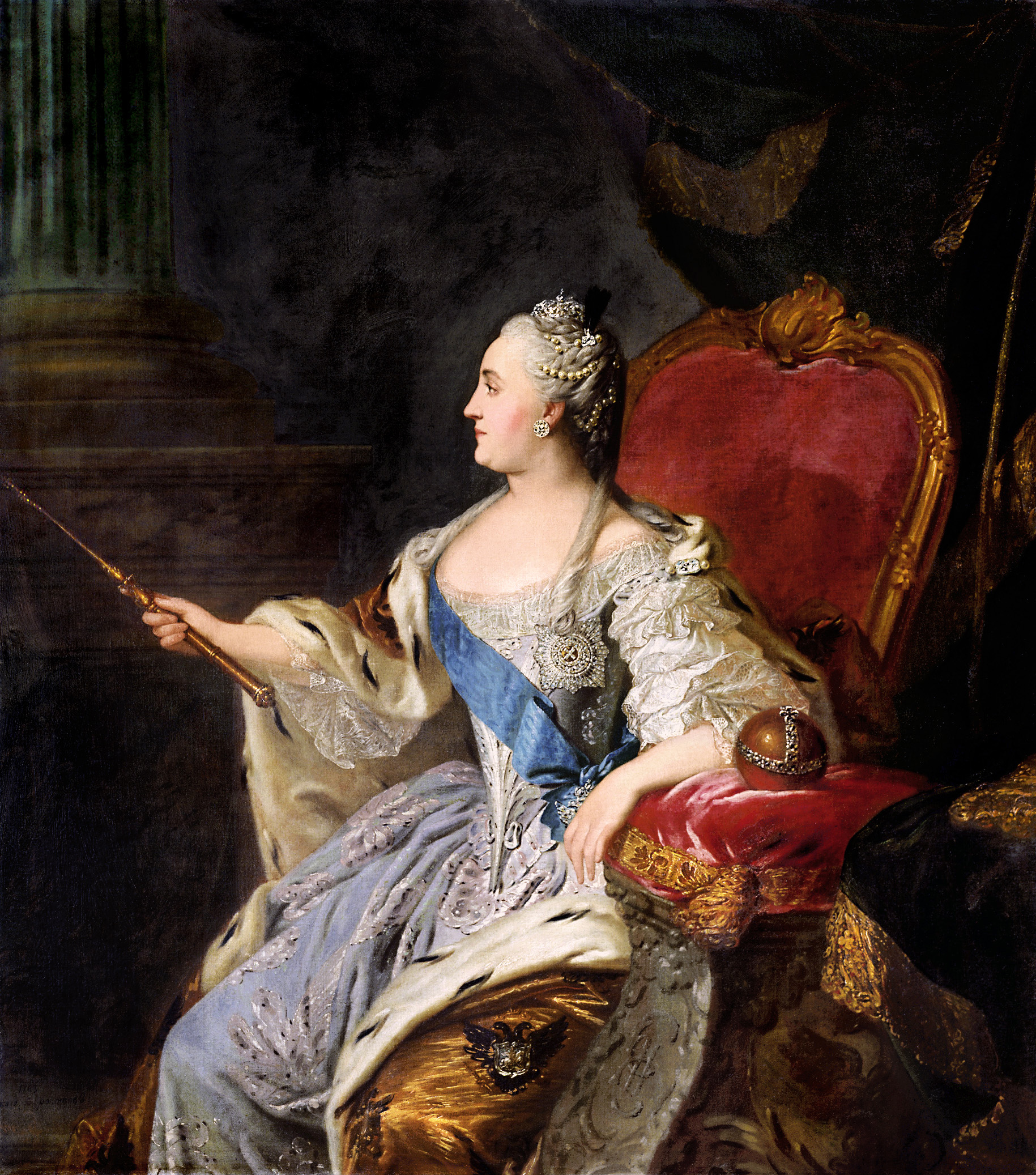
Коронаційний портрет Катерини II (1763)

Рокотов народився в тридцятих роках XVIII століття в підмосковному маєтку князів Рєпніних Воронцово (нині в межах Москви). Його походження залишається дискусійним.
В 1755 році шляхтич Іван Шувалов приїхав до Москви набирати обдарованих юнаків для Академії мистецтв, що створювалась в Петербурзі. Вінпомітив Рокотова і відвіз її з собою до столиці. Ймовірно, юнак вступив в Сухопутний кадетський корпус, оскільки в перші роки після приїзду до Петербургу писав в основному кадетів. Після отримання чину ротмістра, який давав дворянство, він звільнився з військової служби. Ранні роботи Рокотова — погрудні портрети — справляють враження безпосередності.

## Академія мистецтв
З 1757 року Академія знаходилась в будинку Шувалова. Згідно з Якобом Штелином, Рокотов займався тут з іноземними майстрами Луї Ле Лорреном і П'єтро Ротарі, засвоюючи принципи естетики рококо; також збори картин Шувалова повинно було справити на нього значне враження. Зображення Шуваловській галереї — єдина відома робота Рокотова в іншому жанрі, ніж портретний.
У 1760 році, за словесним наказом Шувалова, Рокотова було зараховано до Академії мистецтв. З 1762 року, ставши ад'юнктом, вже наглядав над заняттями інших учнів. У парадних портретах петербурзького періоду демонструє повне знайомство з прийомами західноєвропейського живопису того часу. В 1763 році був запрошений до Москви писати коронаційний портрет Катерини II. «Майже геральдичний за своєю відточеності профіль» так полестив імператриці, що вона розпорядилася надалі зображати своє обличчя за оригіналами Рокотова.
У 1765 році Рокотов був удостоєний звання академіка «за наданий досвід в мальовничому портретному мистецтві» і копію з картини Луки Джордано «Венера і Амур». Якоб Штелін бачив у нього в квартирі відразу 50 незакінчених портретів. Хоча викладацька діяльність в Академії не була прибутковим заняттям, її керівник Іван Бецькой забороняв академікам вести приватну портретну практику — ймовірно, з цієї причини Рокотов наприкінці 1766 року покинув Петербург і повернувся в Москву.

## Московський період

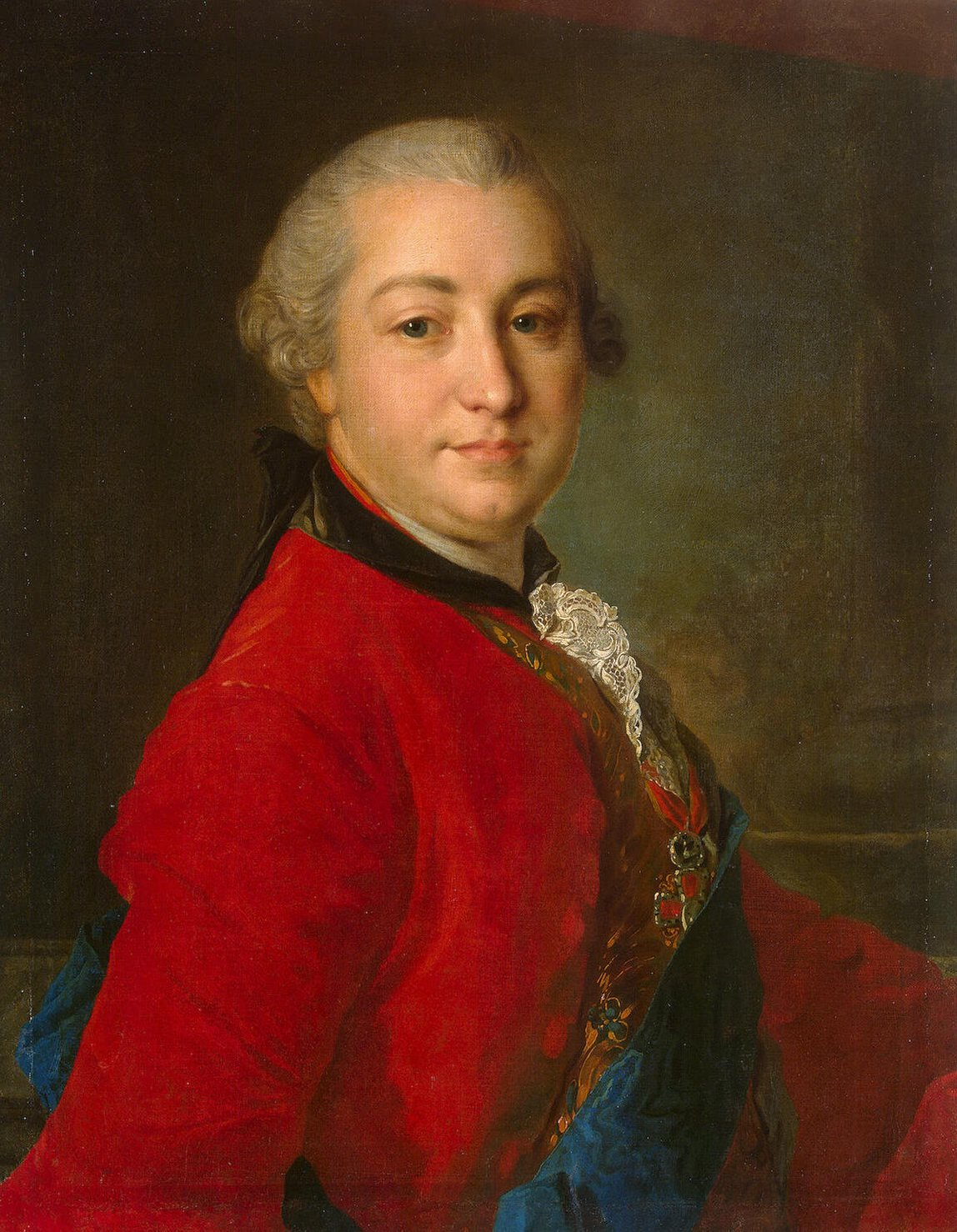
Шувалов
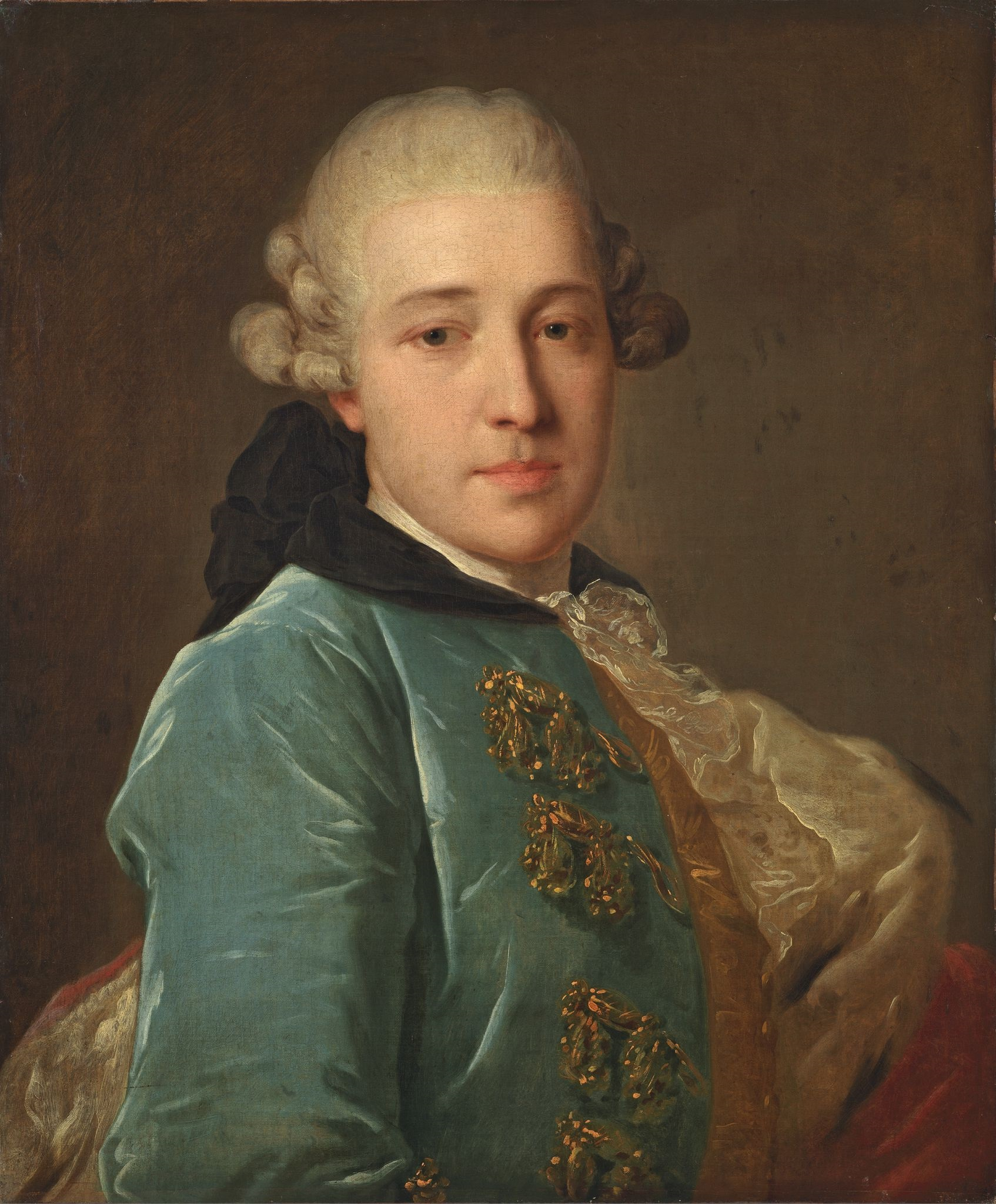
Д. М. Голіцин
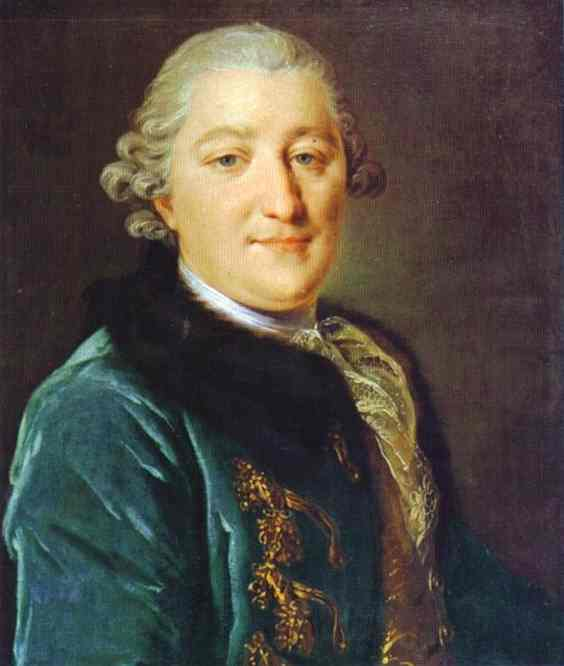
І. Г. Орлов
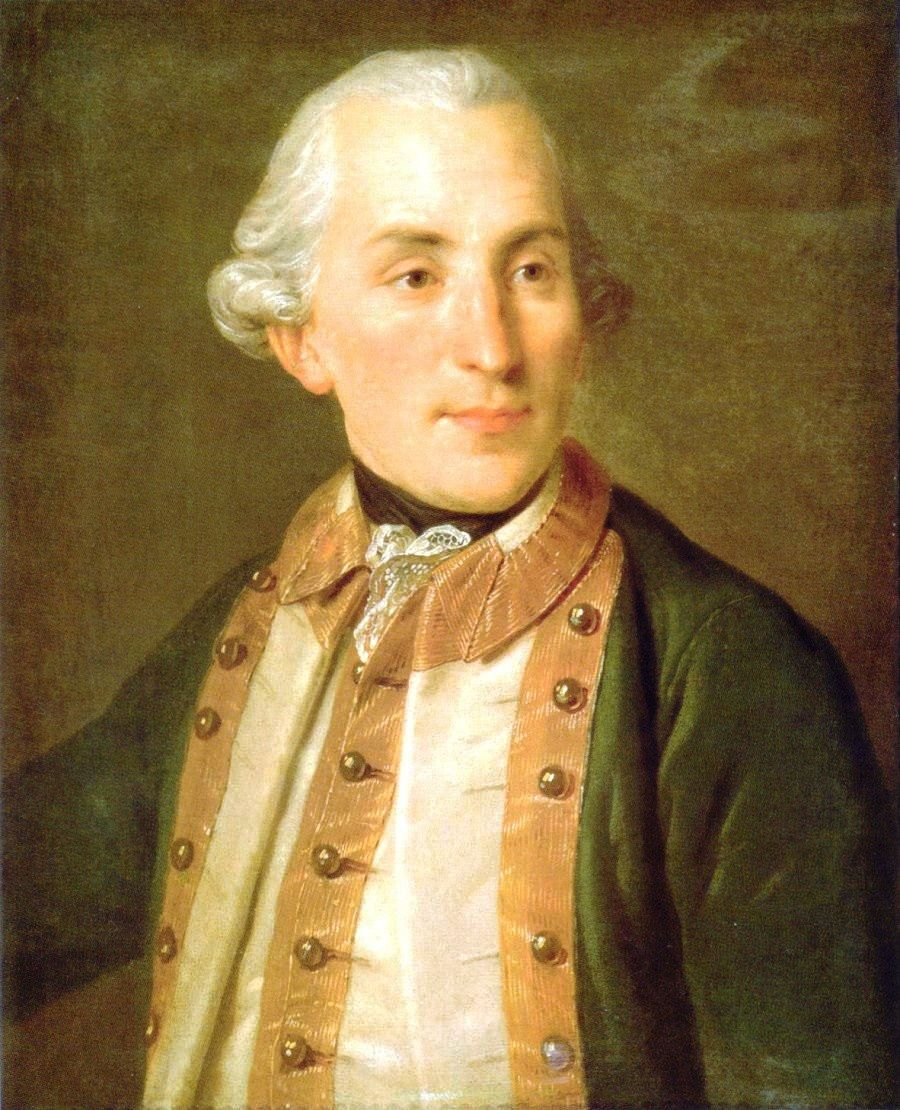
Голеніщєв-Кутузов
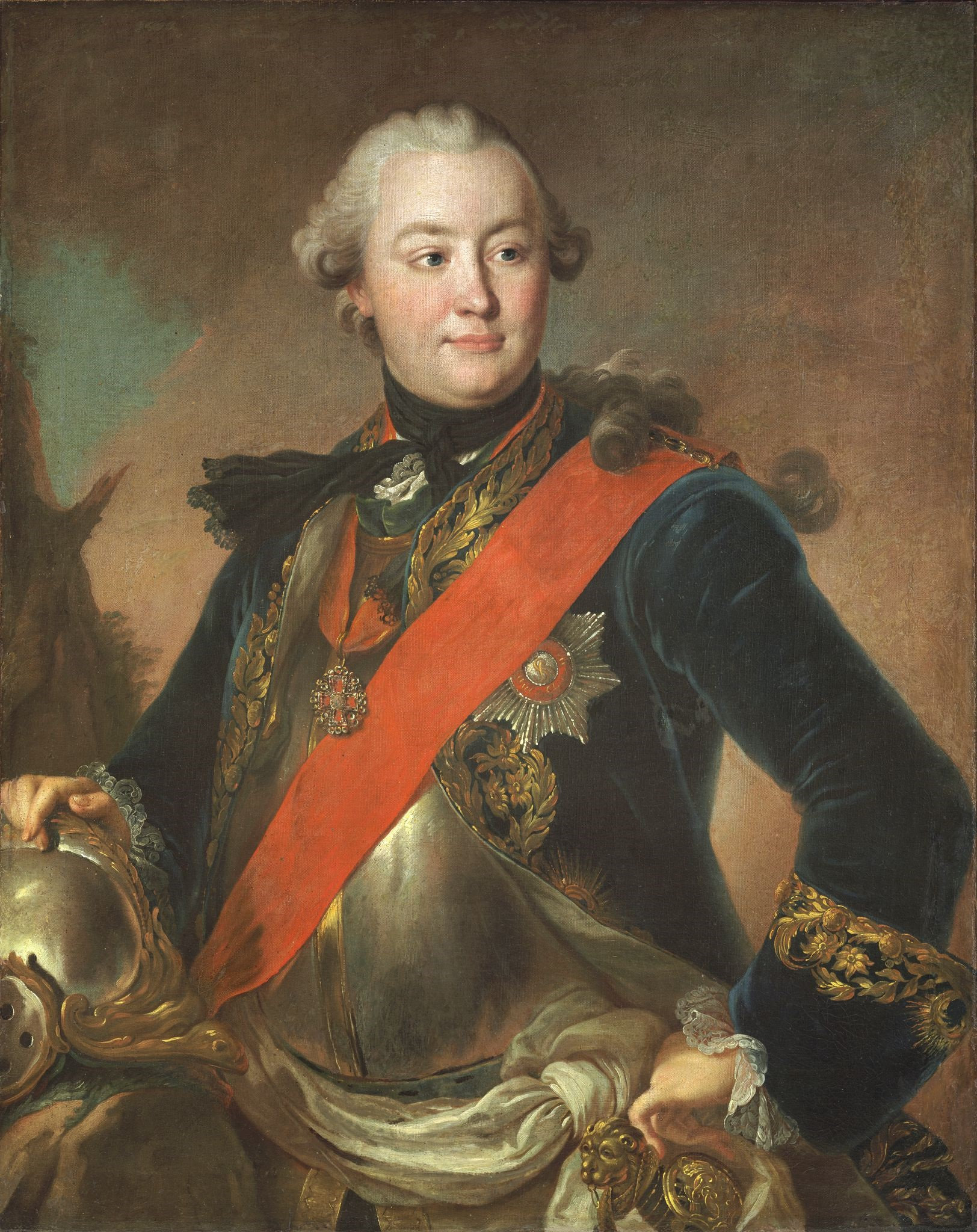
Г. Г. Орлов
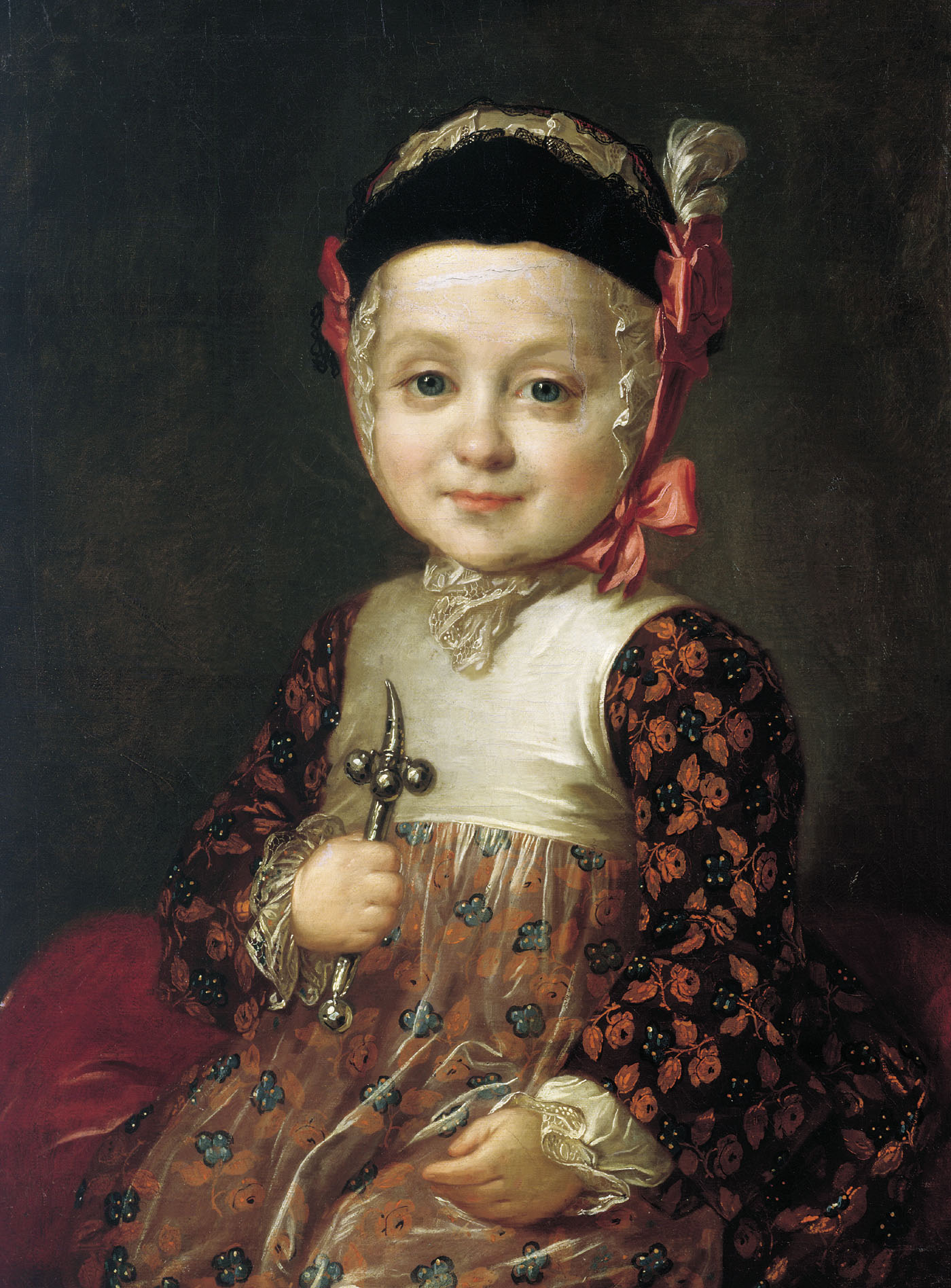
О. Г. Бобринський

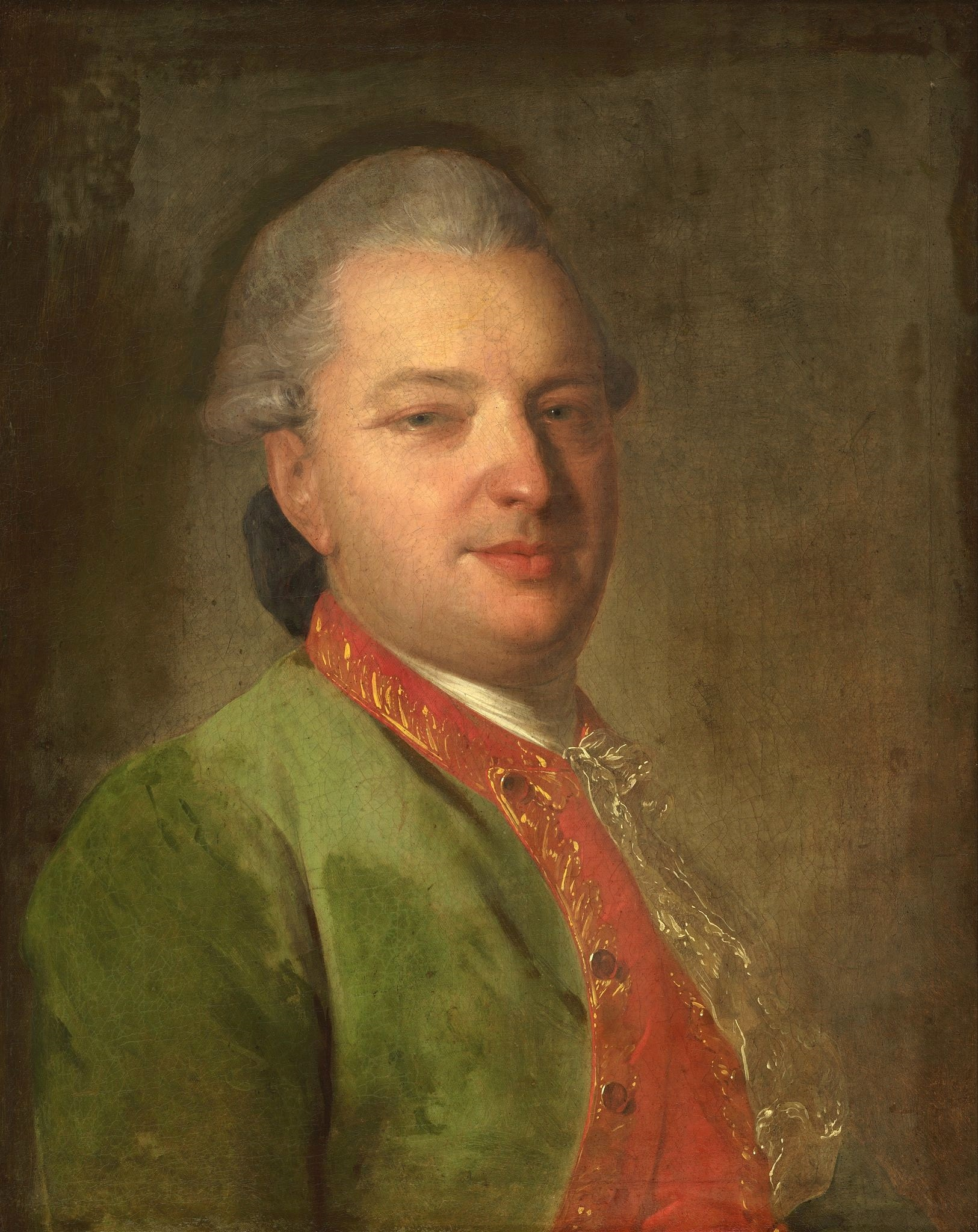
В. І. Майков
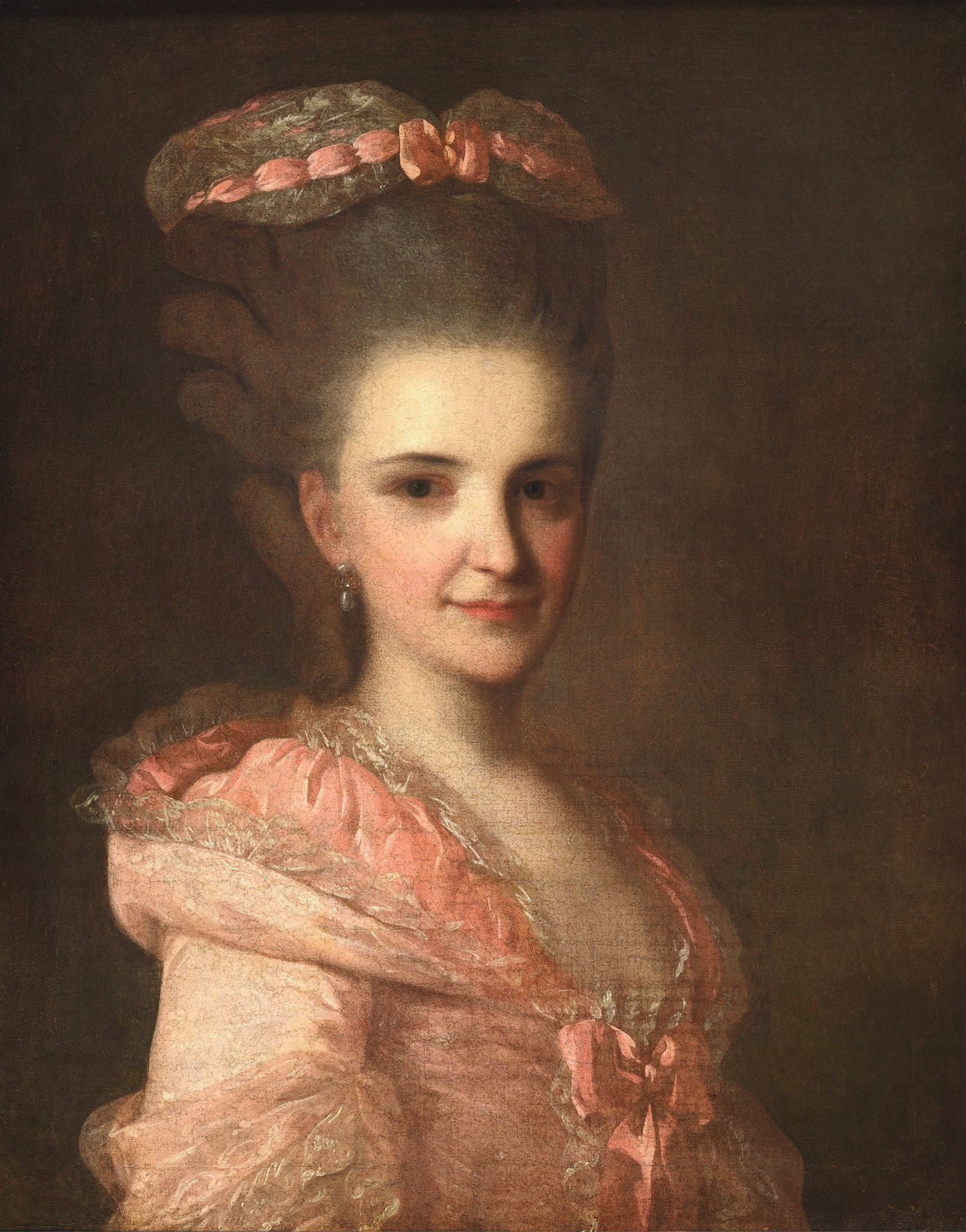
Невідома в рожевому
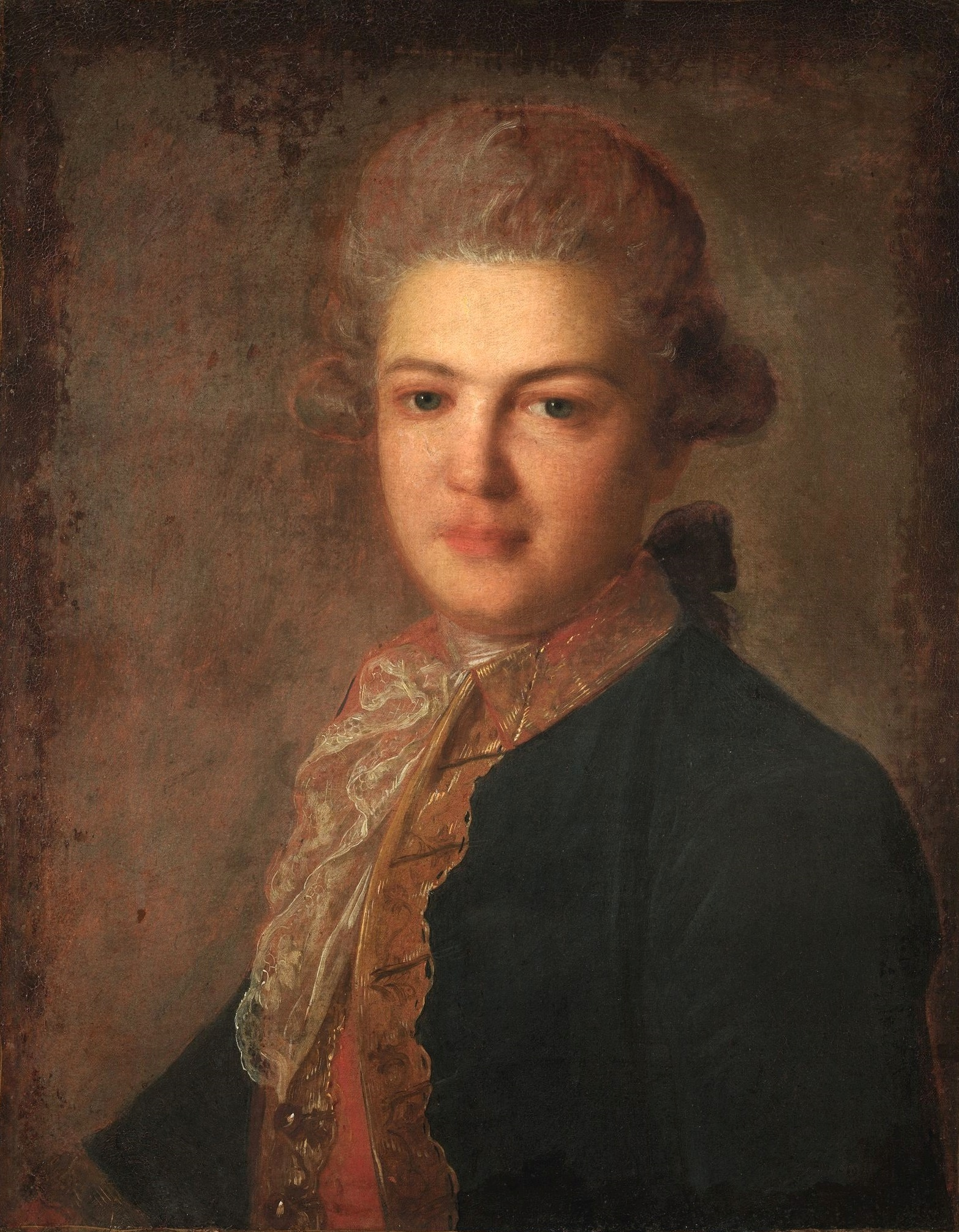
А. І. Воронцов
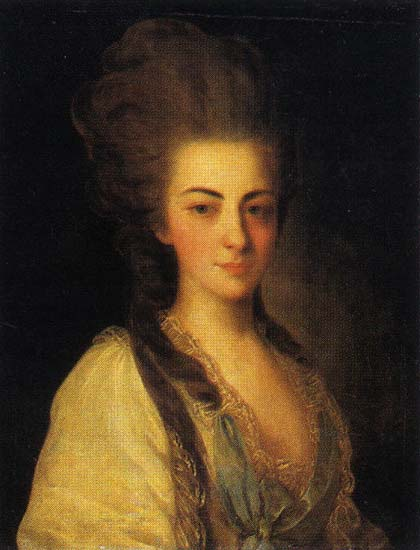
А. І. Протасова
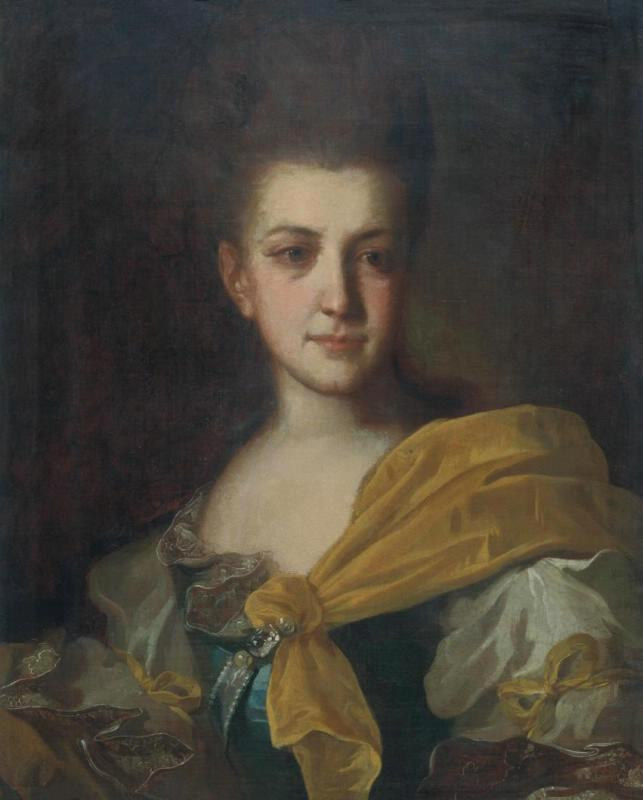
Волконська Катерина Олексіївна
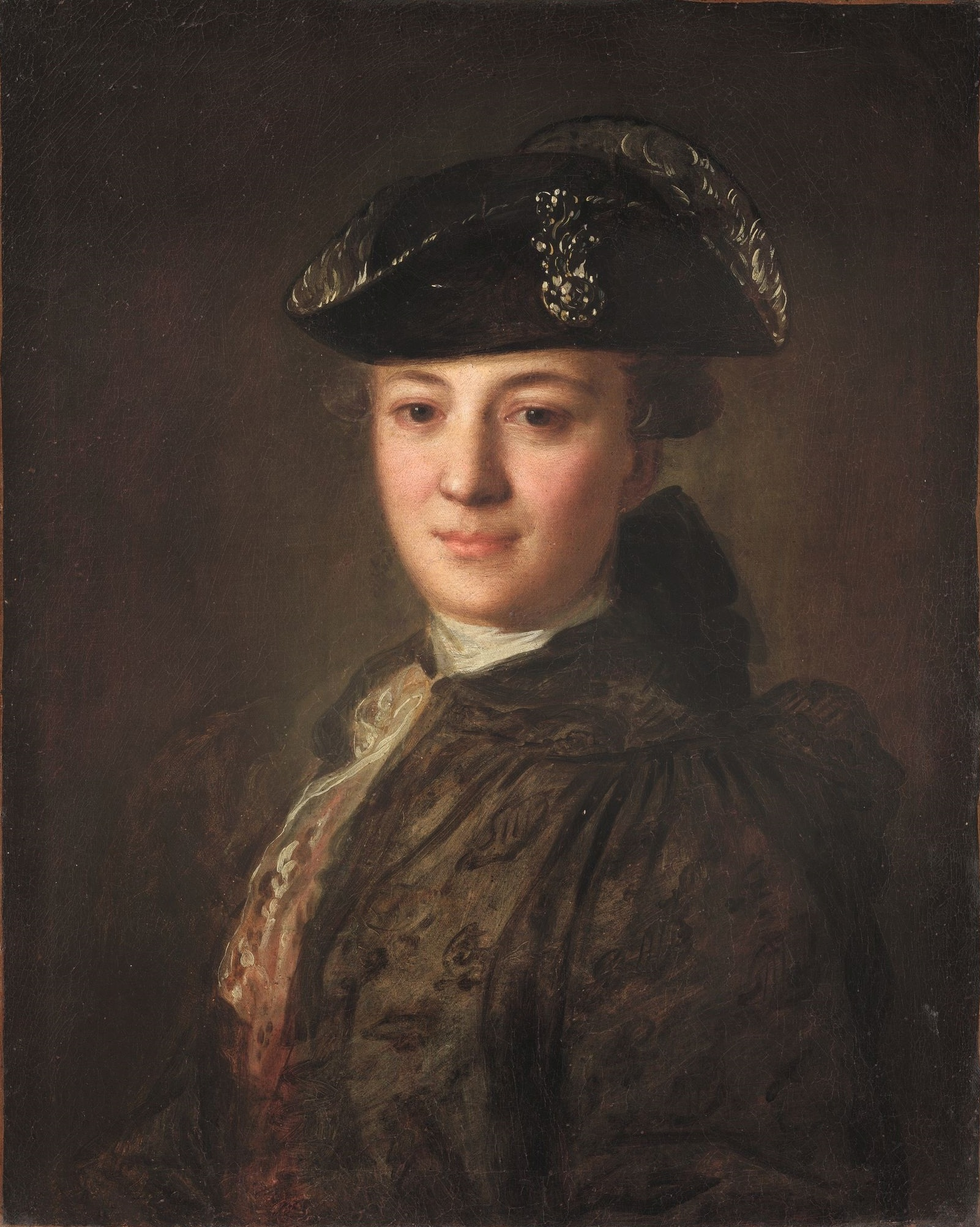
Людина в треуголці

У Москві на Рокотова посипалися замовлення від родовитих московських сімей, не розпещених увагою майстерних художників. За свої роботи Рокотов брав недорого — всього 50 рублів, у 15 разів менше, ніж вимагали іноземці. Основну увагу приділяв схожості особи, а не обробціодягу.
Богдан Умський, що замовив йому 1768 року серію портретів опікунів Московського виховного будинку, нарікав, що такий молодий художник «за славою став пихатий і важливий». Згідно запису в журналі Опікунської ради від 22 листопада 1768 року, за портрети С. В. Гагаріна, П. І. Вирубова і І. Н. Тютчева, він отримав по 100 рублів: «Покладемо академіку пану Рокотову за написання ним трьох опікунських портретів за кожен по сту, разом триста Рубльов видати з опікунською суми і надалі написанні таких видавати за кожен по сту Рубльов». Хоча останній портрет не було закінчено, його також було викуплено і він, серед інших, перебував у Виховному будинку до революції. Це було останнє офіційне замовлення, прийняте Рокотовим — відтоді він працював тільки для приватних клієнтів.
З кінця 1760-х до початку 1790-х років художник написав «всю Москву». З-під його пензля вийшли цілі фамільні галереї (наприклад, графів Воронцових), що зображують представників двох-трьох поколінь однієї родини. У радянський час вважалося, що Рокотов протиставляв холодному парадному живопису сановного Петербургу портрети нарочито теплі, невимушені, інтимні, що свідчать про близьке знайомство художника з моделями. Неприйняття зовнішніх ефектів, всього показного проявляється в прихованості почуттів моделей, їх внутрішньої зосередженості, емоційної приглушенности.
У 1772? році Рокотов став одним із засновників Московського англійського клубу, поставивши один з шести підписів під його правилами. За деякими припущеннями, на піку успіху він приєднався до братства масонів; у всякому разі, він виписував новиковський журнал «Ранкове світло». В 1776 році, не маючи власної сім'ї, він виклопотав вільну своїм племінникам, віддав їх у кадетський корпус і зробив своїми спадкоємцями.
У 1781 році придбав земельну ділянку на Старій Басманний, у парафії церкви великомученика Микити.

## Пізній Рокотов

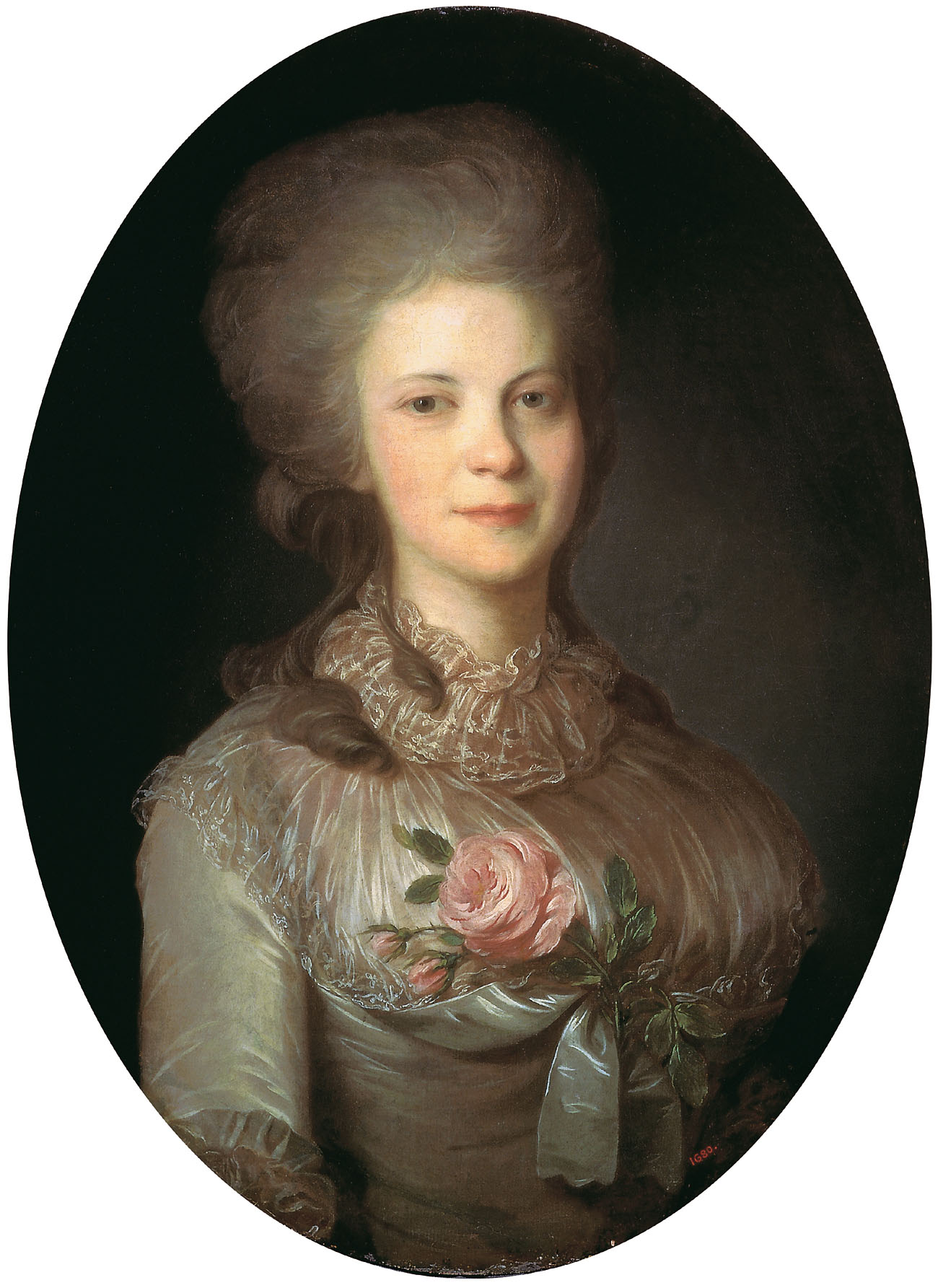
В. Н. Суровцева
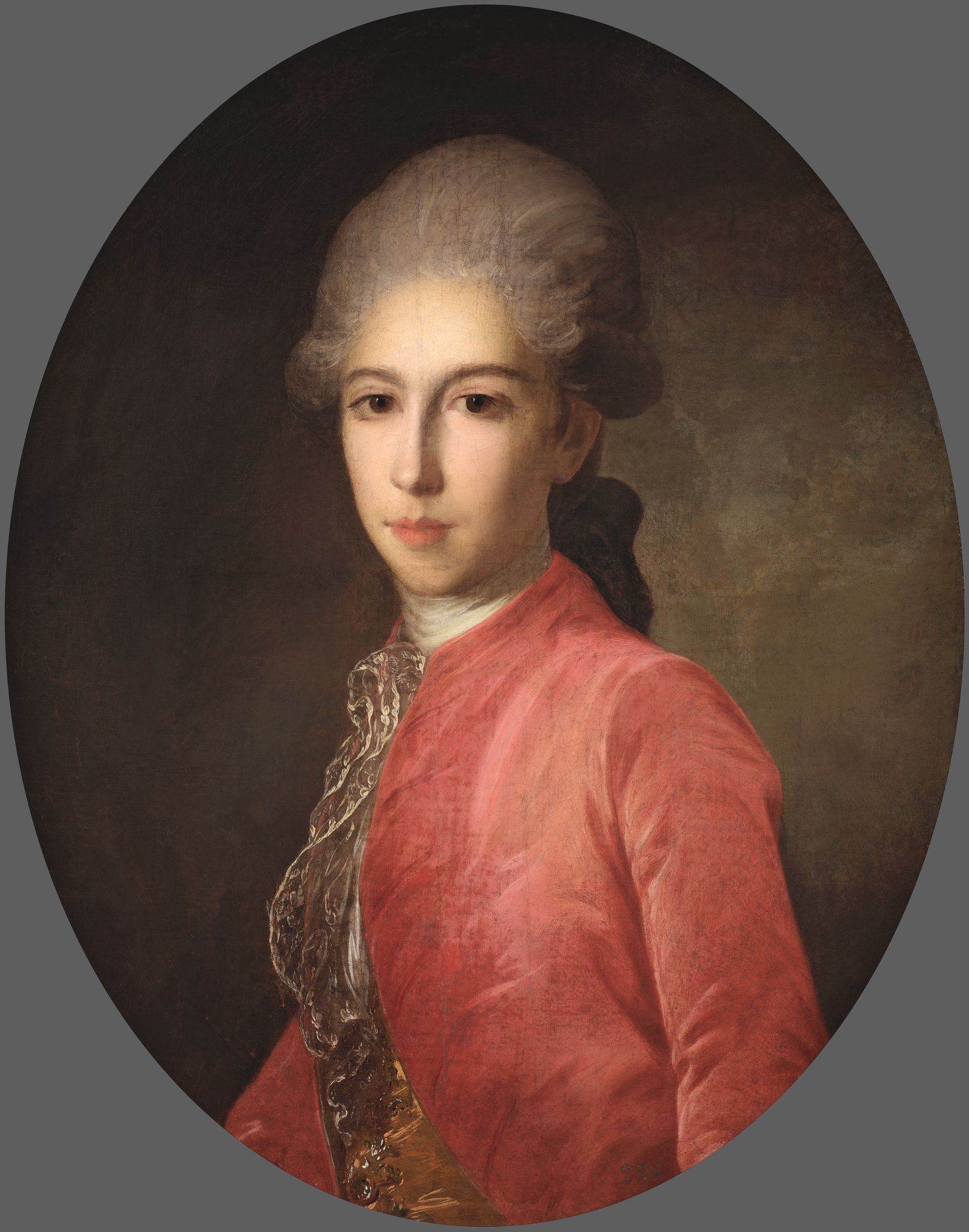
І. І. Барятинський
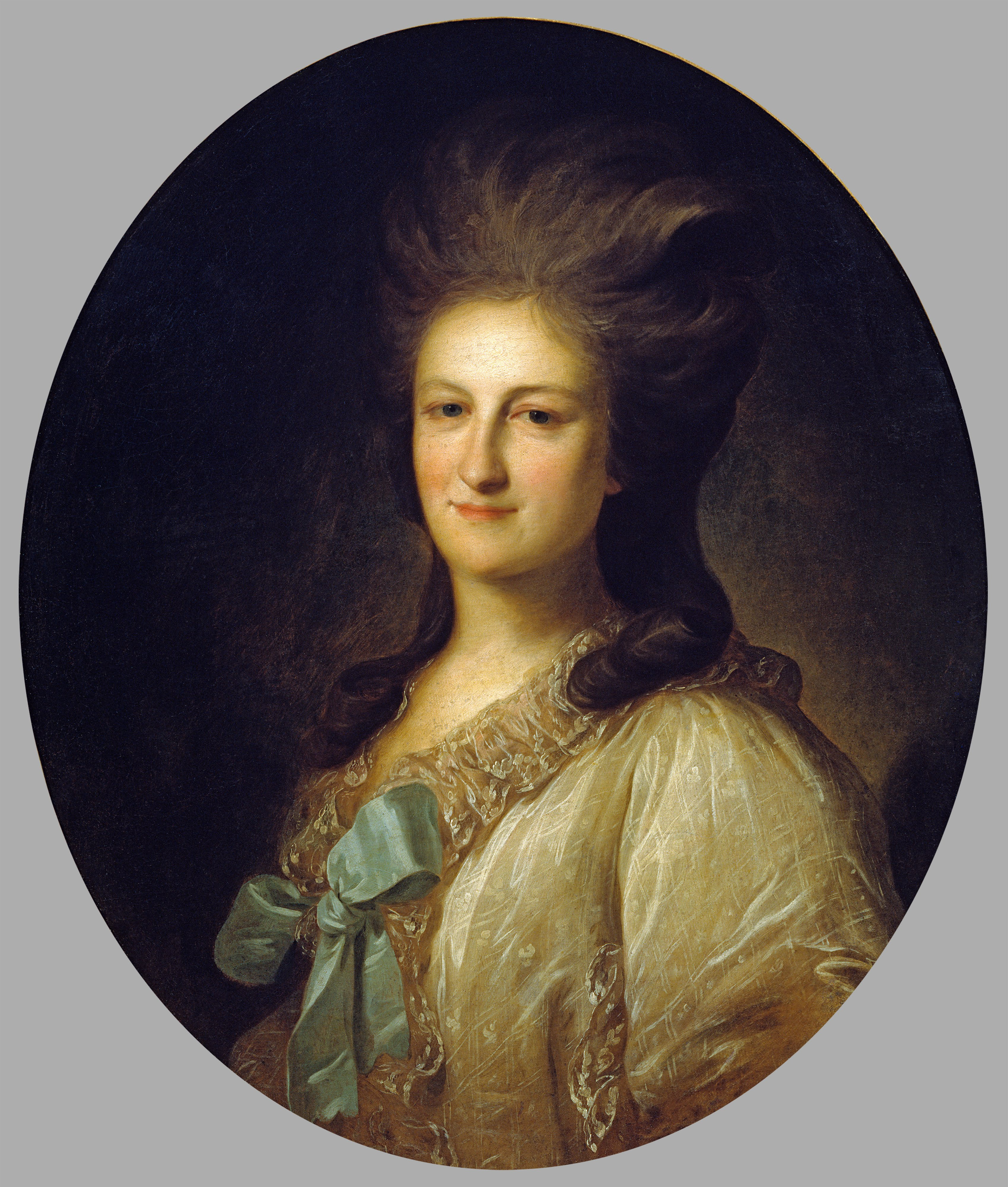
В. Новосильцева
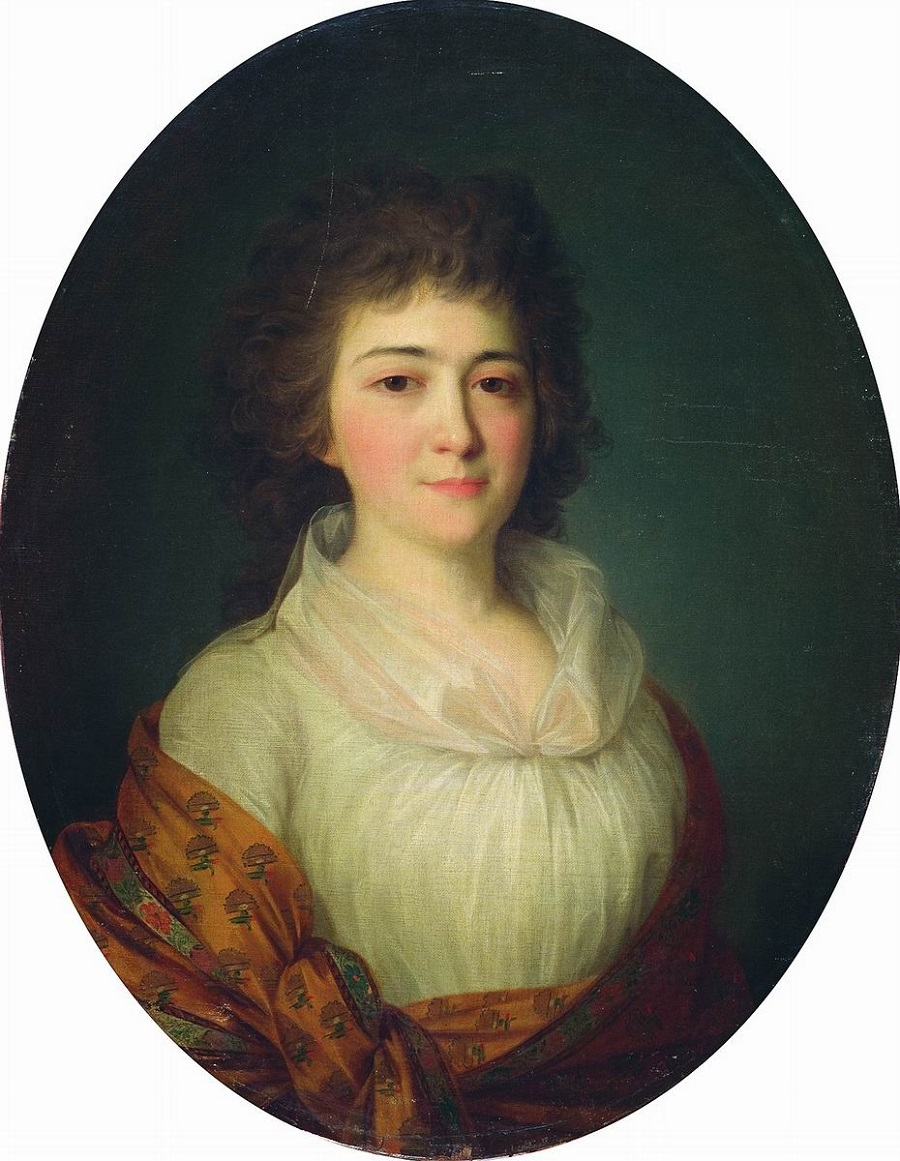
А. М. Дурасова
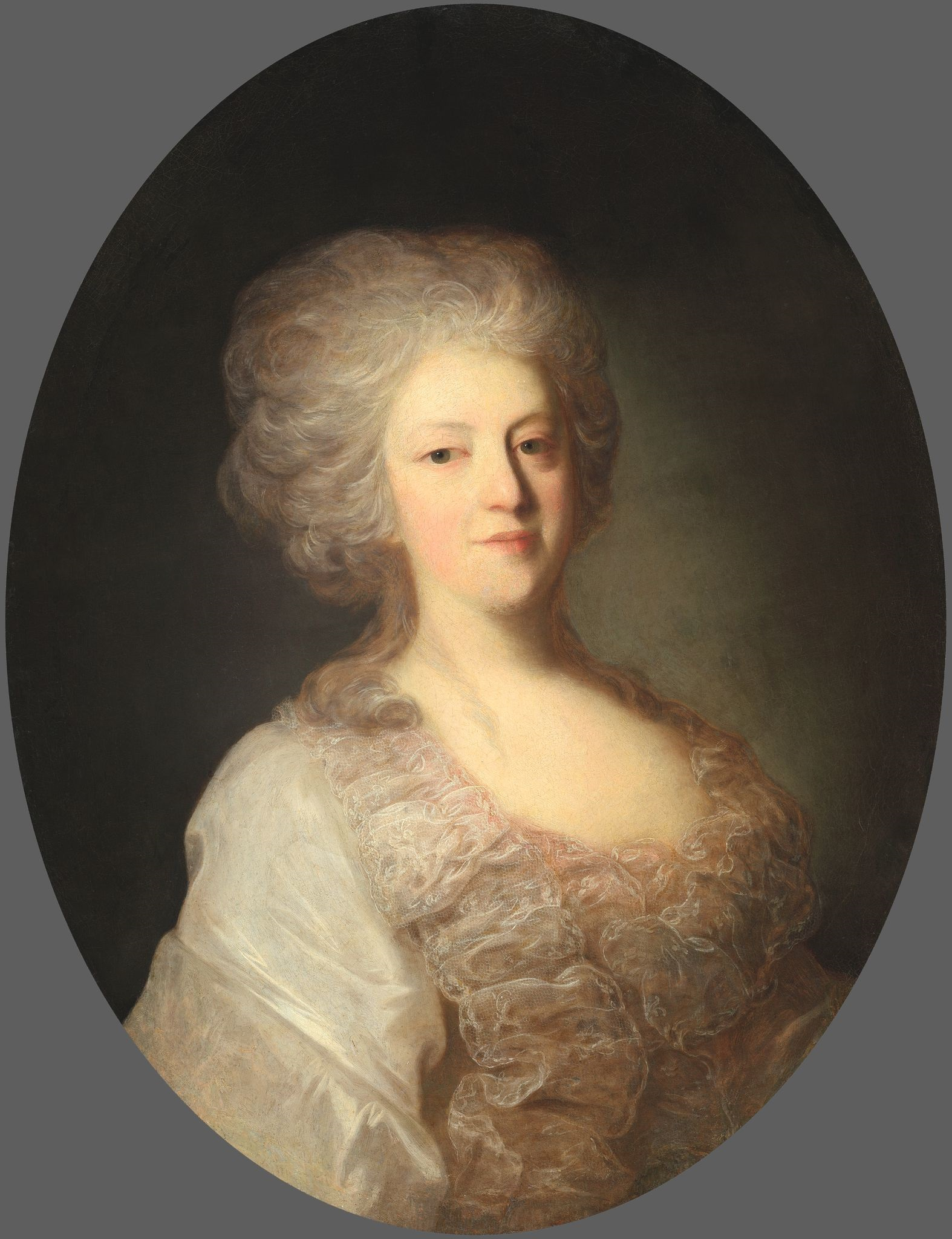
П. Н. Ланська
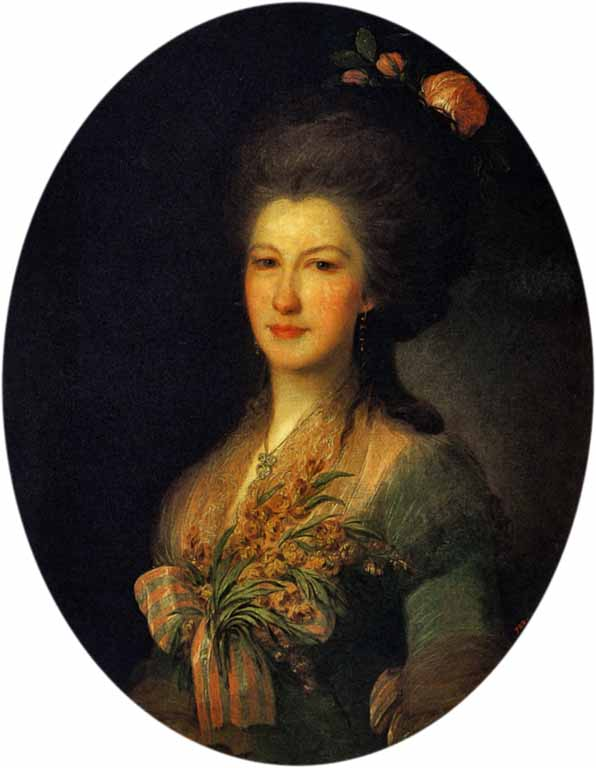
Е. В. Санті

Кількість портретів, приписуваних Рокотову, вражає — при тому, що працював він не дуже швидко («ніколи швидше місяці не рабатывал що-небудь з натури»). Ймовірно, багато які з них були виконані разом з учнями (так, в 1787 році в будинку Рокотова жили четверо кріпаків, і серед них два брати-учні, 27-річний Петро та 25-річний Іван Андрєєви).
У 1780-ті роки з рокотовськоїроботи зникає та рокайльний відтінок, що надавав їм атмосферу таємничості. «На зміну ваблячому присмерку приходять виразніші барвисті тони, об'єми стають більш визначеними». Пізніші московські портрети Рокотова ошатніші та імпозантніші за колишні — ближче до панівної в ті часи стилістики класицизму. Художник більш ретельно «виписує повітряні мережива, переливи атласних стрічок і шовкових суконь, гру світла на коштовних прикрасах», однак завчена міміка і напружений погляд часто не пускають глядача всередину образу. Жіночі портрети, як правило, овальної форми. В обличчях моделей все частіше прослизає гордовитість, усвідомлення своєї переваги над оточуючими.

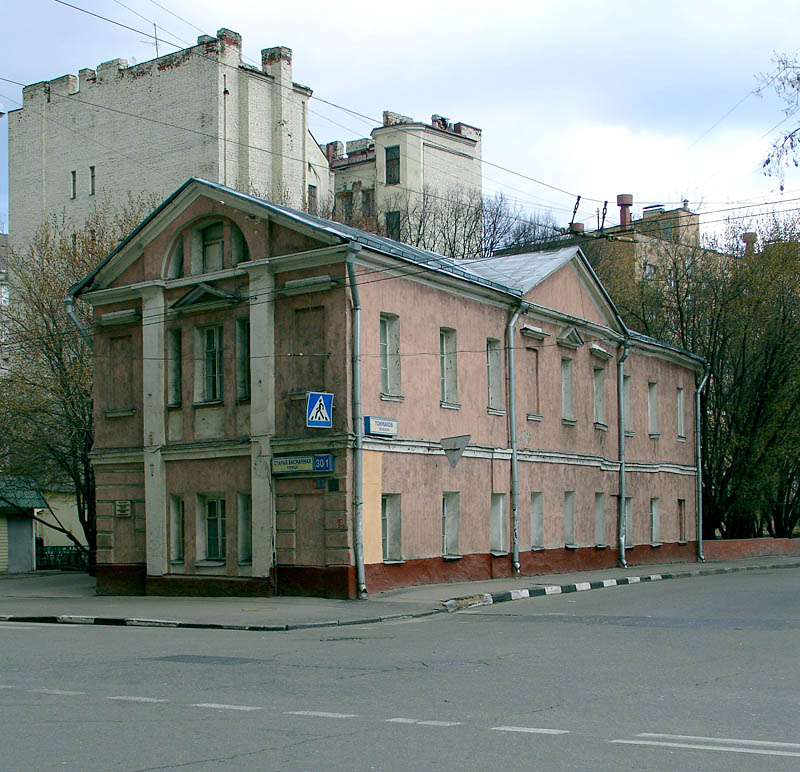
«Будинок Рокотова» на розі Старої Басманної та Токмакова провулка.

Після розгрому московських масонів продуктивність Рокотова різко падає. Останні відомі роботи датуються початком 1790-х років; фарби на них вкрай скупі, майже монохромні. Ці особливості прийнято пояснювати ослабленням зору художника.
Про останніх двадцяти роках життя відомостей збереглося небагато. Виховані ним племінники зробили успішну військову кар'єру, дослужилися один — до звання майора, інший — штабскапітан.
Художник помер в Москві 12 (24) декабря 1808 року. Похований племінниками на кладовищі Новоспаського монастиря, де його могила швидко загубилася.

## Спадщина
У провінційних музеях і приватних колекціях зберігається безліч портретів в рокотовському стилі. Імена більшості моделей втрачені і вгадуються більш або менш точно. Очевидно, в Москві кінця XVIII століття існувало ціле «коло Рокотова». Творчі особливості художників, що наслідували знаменитого майстра, в тому числі його безпосередніх учнів, досі прояснені погано — відповідно, весь цей масив живопису продовжує повя'зуватись саме з Рокотовим.
Ім'я і творчість художника до початку XX століття навіть у мистецтвознавчих виданнях згадували рідко. У його «поверненні» величезна заслуга належить Сергію Дягілєву, який влаштував у 1905 році в Петербурзі в Таврійському палаці «Історико-художню виставку російських портретів».

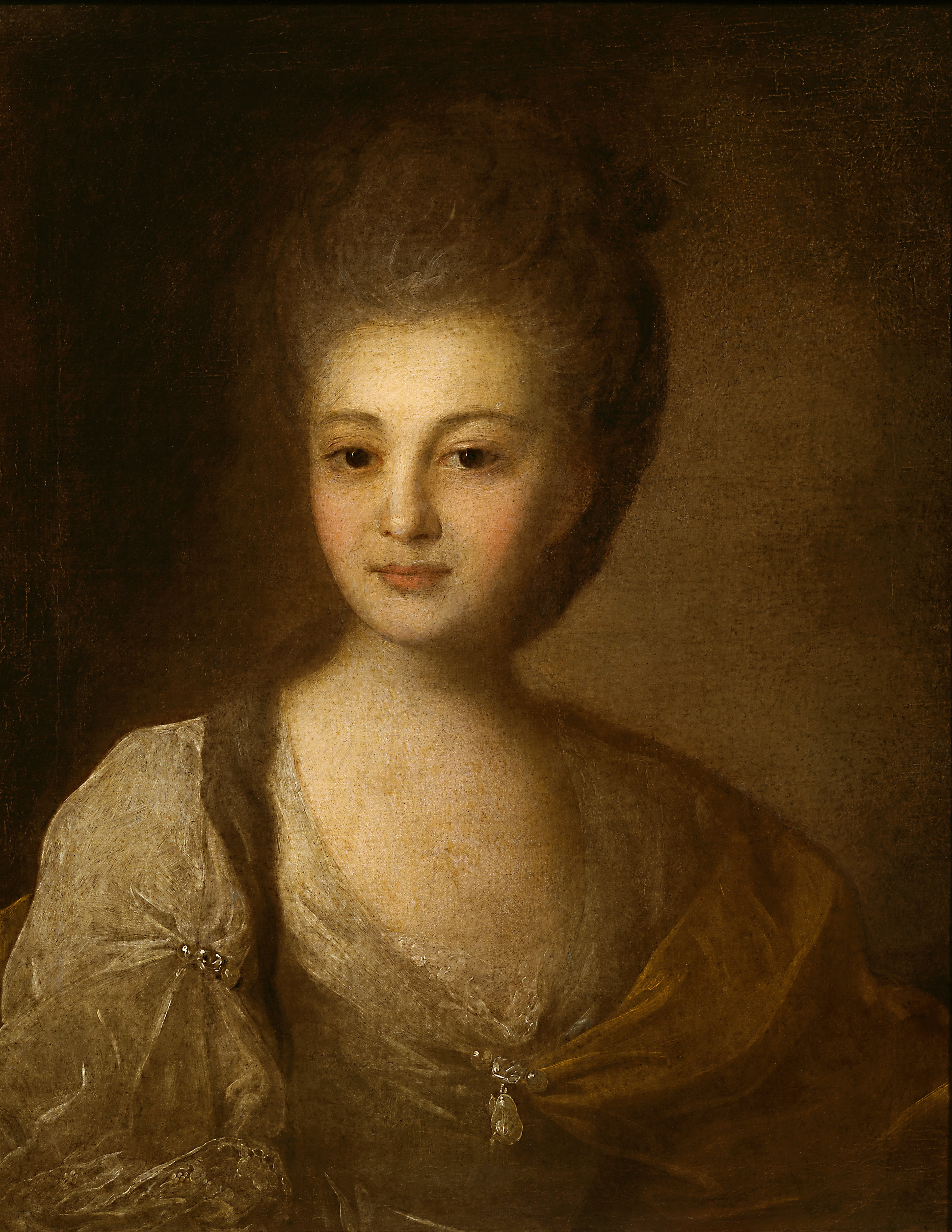
Портрет А. П. Струйської

Інтерес широкої публіки до портретиста XVIII століття був підтриманий Миколою Заболоцьким, який на портрет А. П. Струйської в 1953 році написав вірш, що став хрестоматійним:
Её глаза — как два тумана, Полуулыбка, полуплач, Её глаза — как два обмана, Покрытых мглою неудач.

Соединенье двух загадок, Полувосторг, полуиспуг, Безумной нежности припадок, Предвосхищенье смертных мук.
У 1978 році на південному заході Москви, в районі Ясенів, з'явилася вулиця Рокотова. У 2008 році у Новоспаському монастирі було встановлено пам'ятний камінь. У 2010 році Пошта Росії випустила марки, присвячені художнику.